# Museo ferroviario armeno
Il museo ferroviario armeno (in lingua armena: Հայաստանի երկաթուղու թանգարան) è un'istituzione museale situata ad Erevan capitale dell'Armenia. Il sito è aperto al pubblico dal lunedì al venerdì, dalle ore 10:00 alle 17:00: i pannelli espositivi sono bilingue, in armeno e russo.
Il 31 luglio 2009 la South Caucasus Railway (SCR) Company, principale società armena per la gestione del trasporto ferroviario passeggeri, ha inaugurato questo museo nel fabbricato della stazione di Erevan: tale data non è casuale, essendo stata scelta - come ricorda Sergey Harutyunyan, capo-ingegnere della SCR - in ragione della sua vicinanza al 2 agosto, giorno in cui si festeggia l'International Railway Day.
Il museo espone con l'impiego di pannelli ai visitatori la storia della rete ferroviaria armene, dalle sue fasi primitive di sviluppo (1896) sino ai giorni odierni. Nel percorso espositivo sono visibili copie di documenti storici ufficiali per la costruzione di snodi ferroviari armeni, scatti fotografici di vecchie locomotive, modellini in scala di treni vetusti e moderni, oltre che pezzi di equipaggiamento ferroviario: alcuni degli oggetti esposti sono stati donati dall'ente delle ferrovie russo, proprietario della SCR.

## Galleria d'immagini

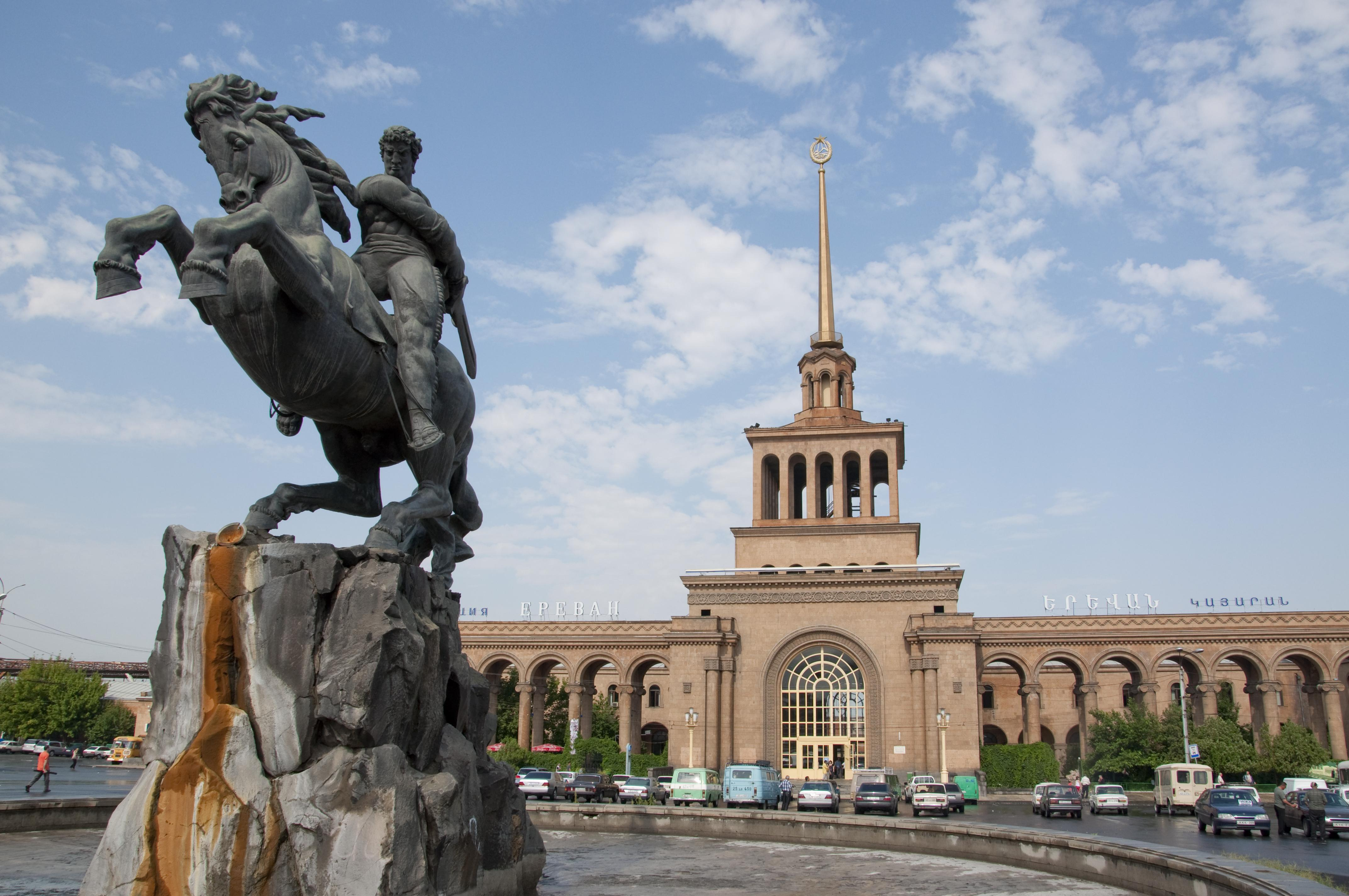
Fabbricato della stazione ferroviaria di Erevan
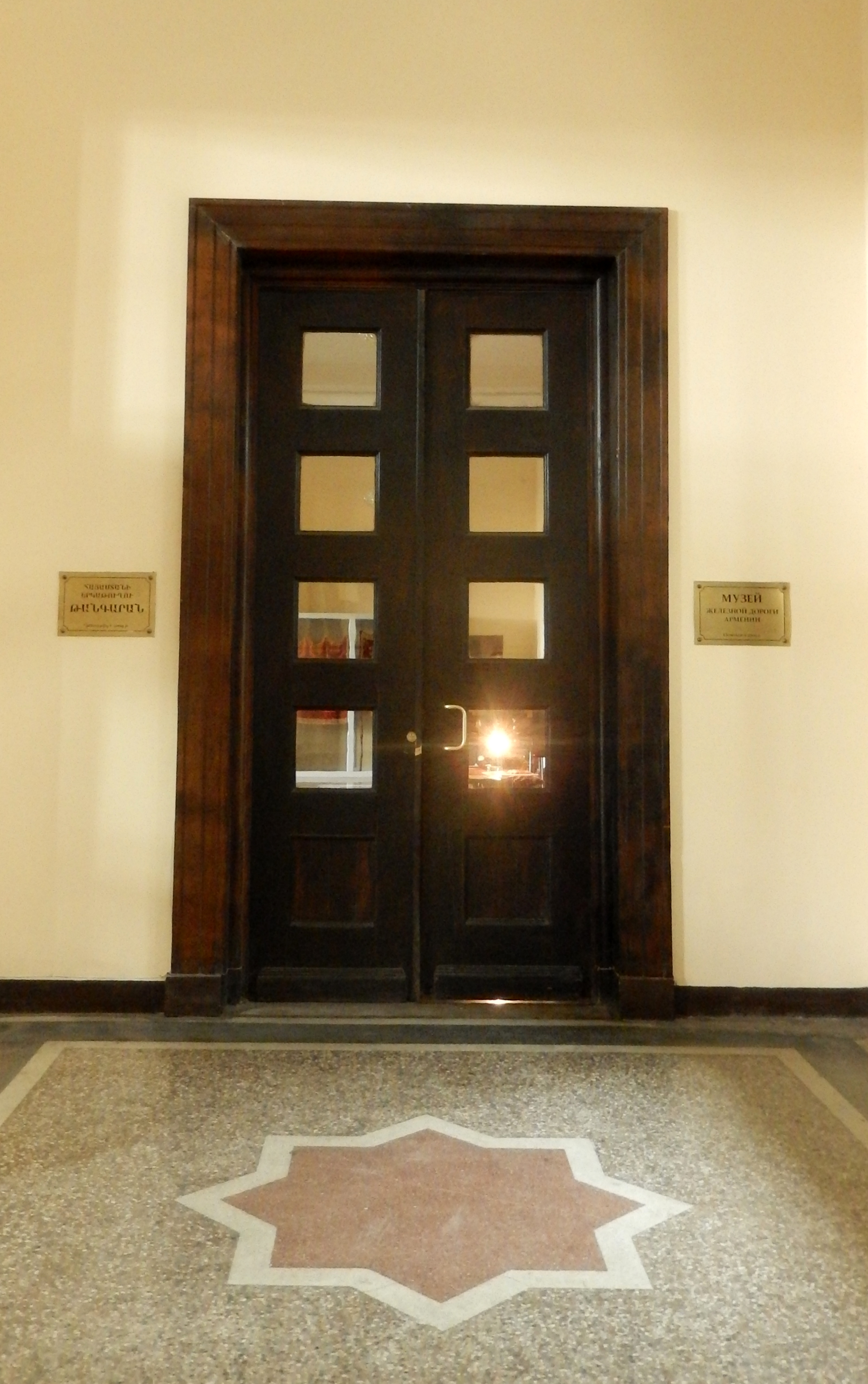
Ingresso del museo
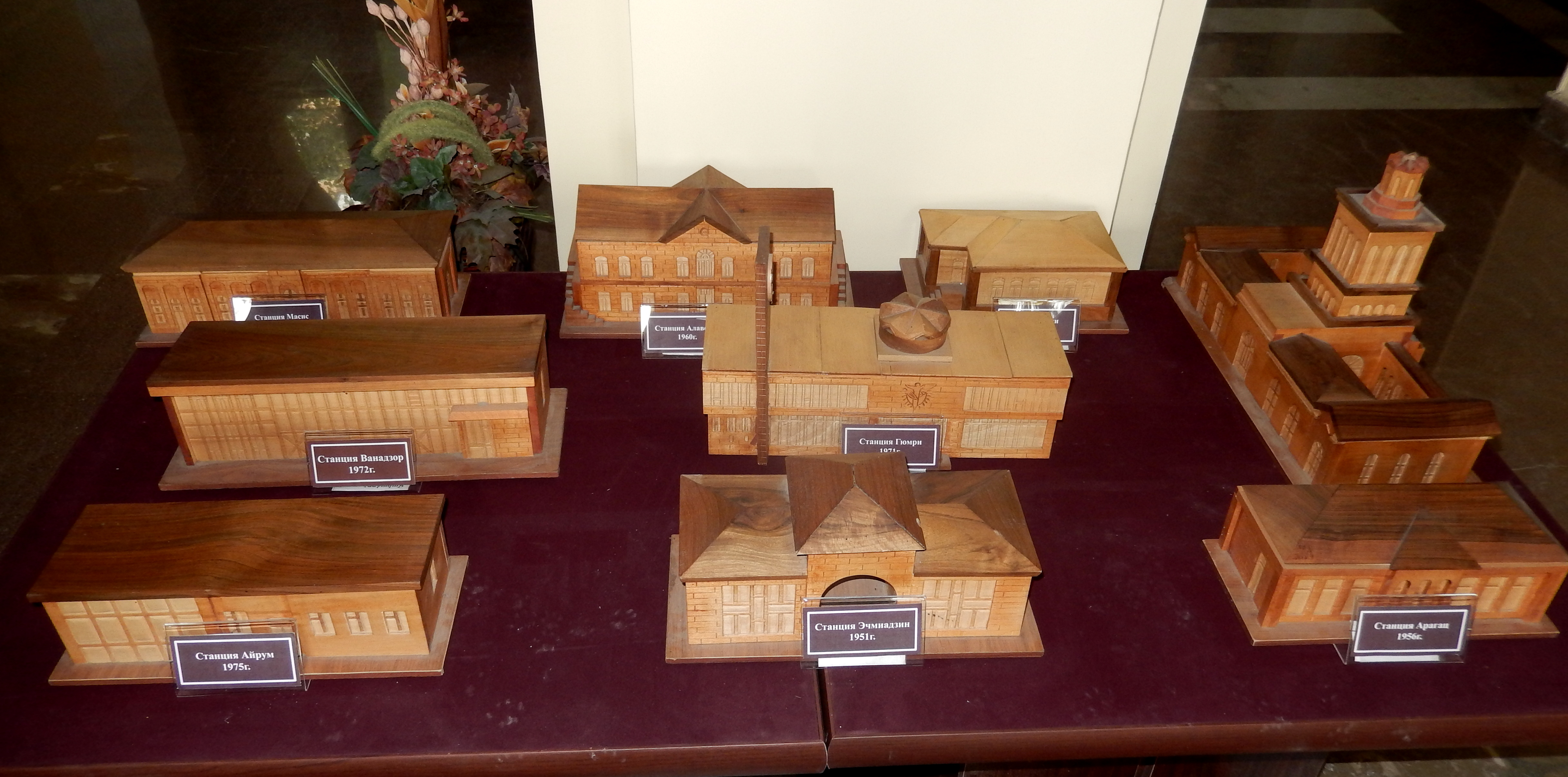
Modellini di stazioni armene
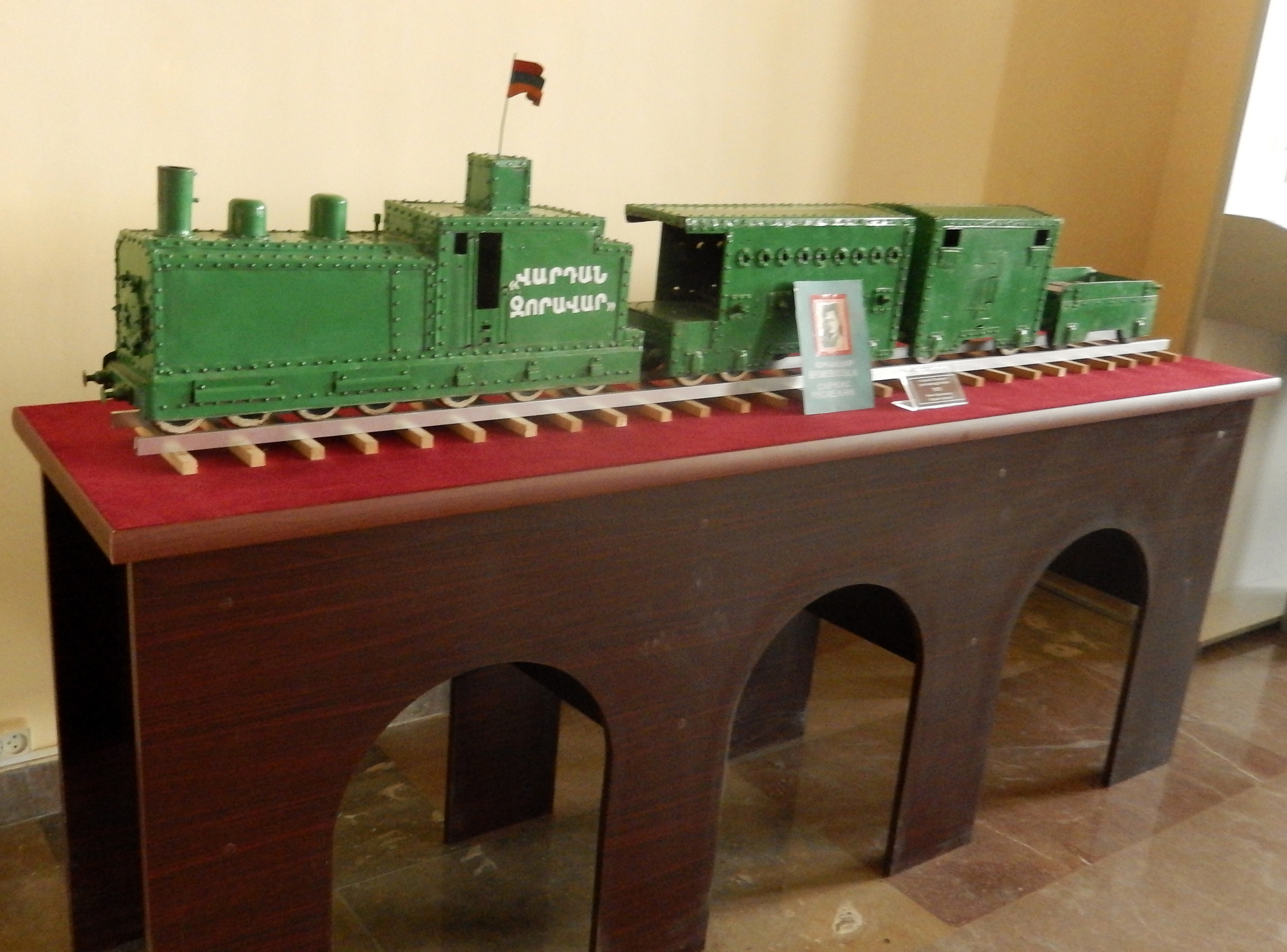
Piccola copia della locomotiva di Vardan Zoravar
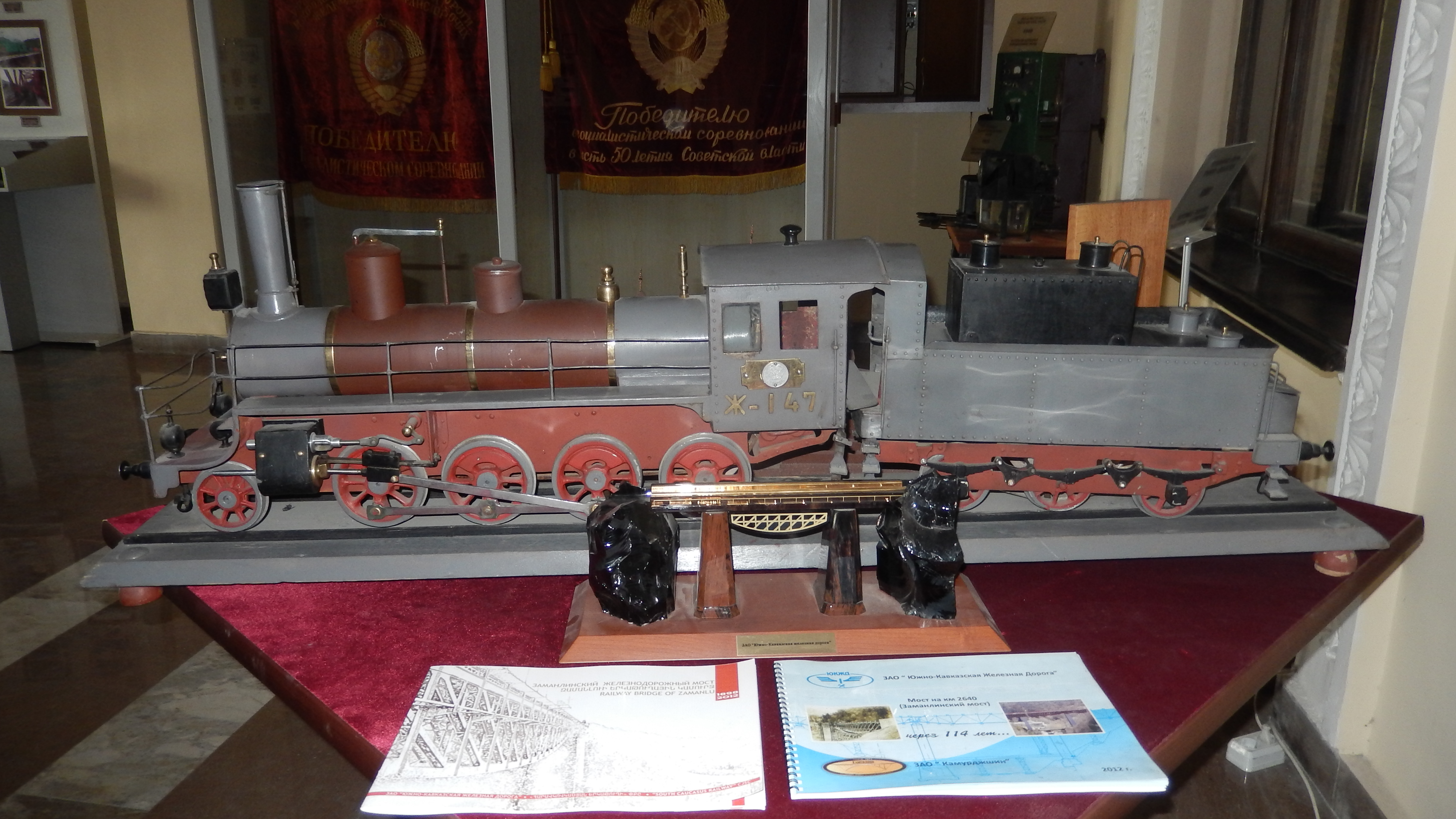
Modellino di locomotiva
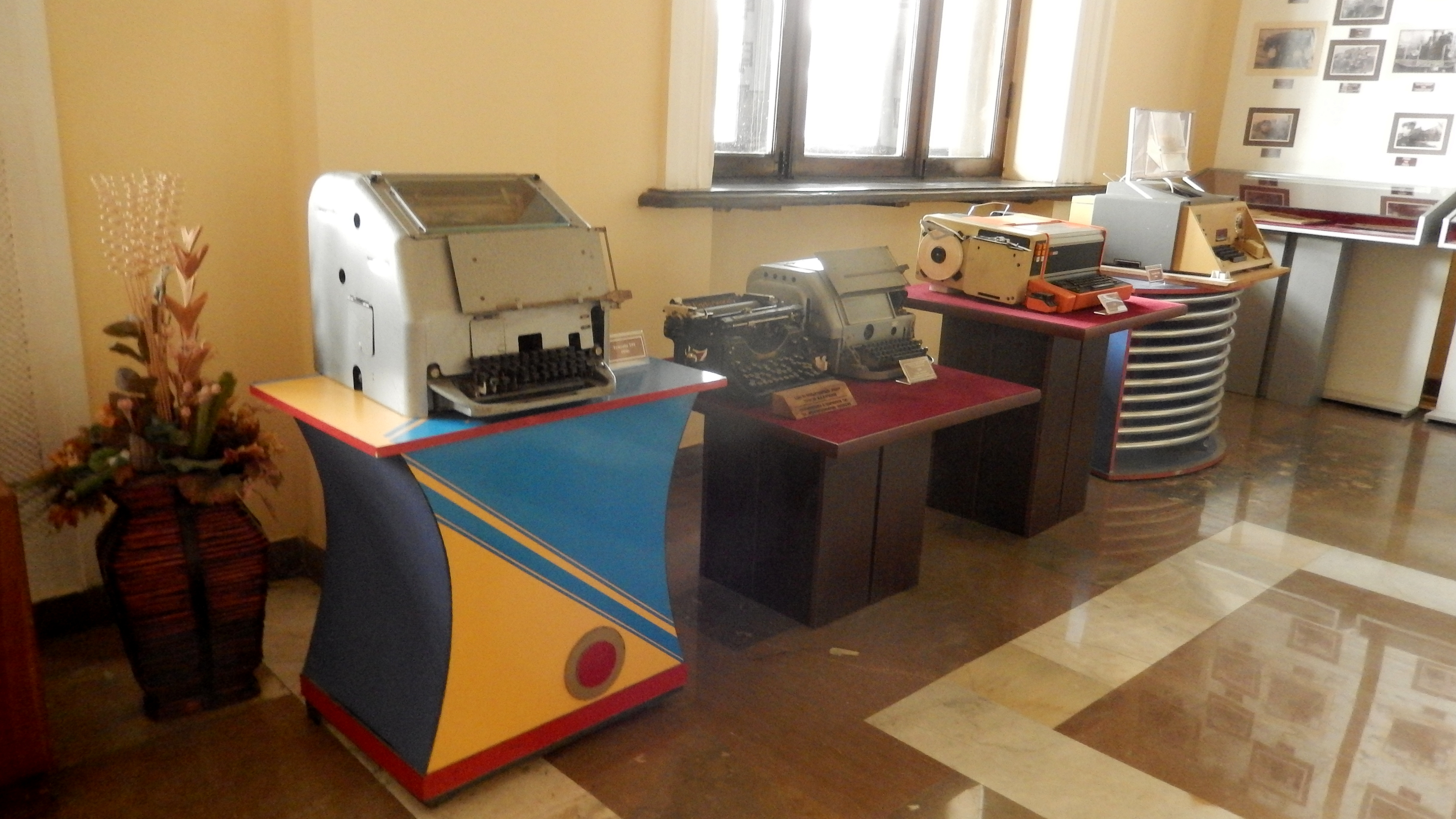
Attrezzatura ferroviaria
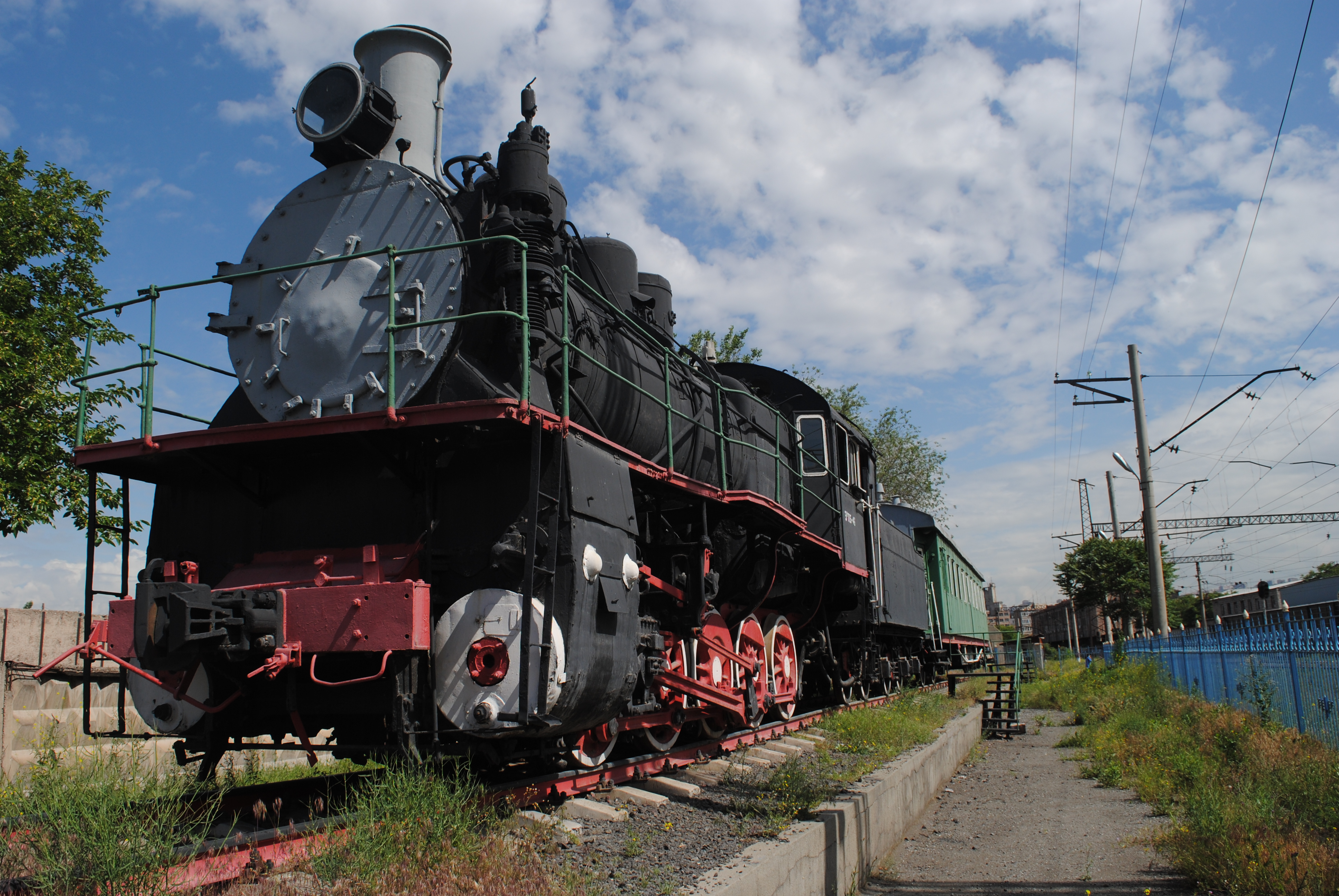
Locomotiva 3ա705-46